# Großes Haus (Neuffen)

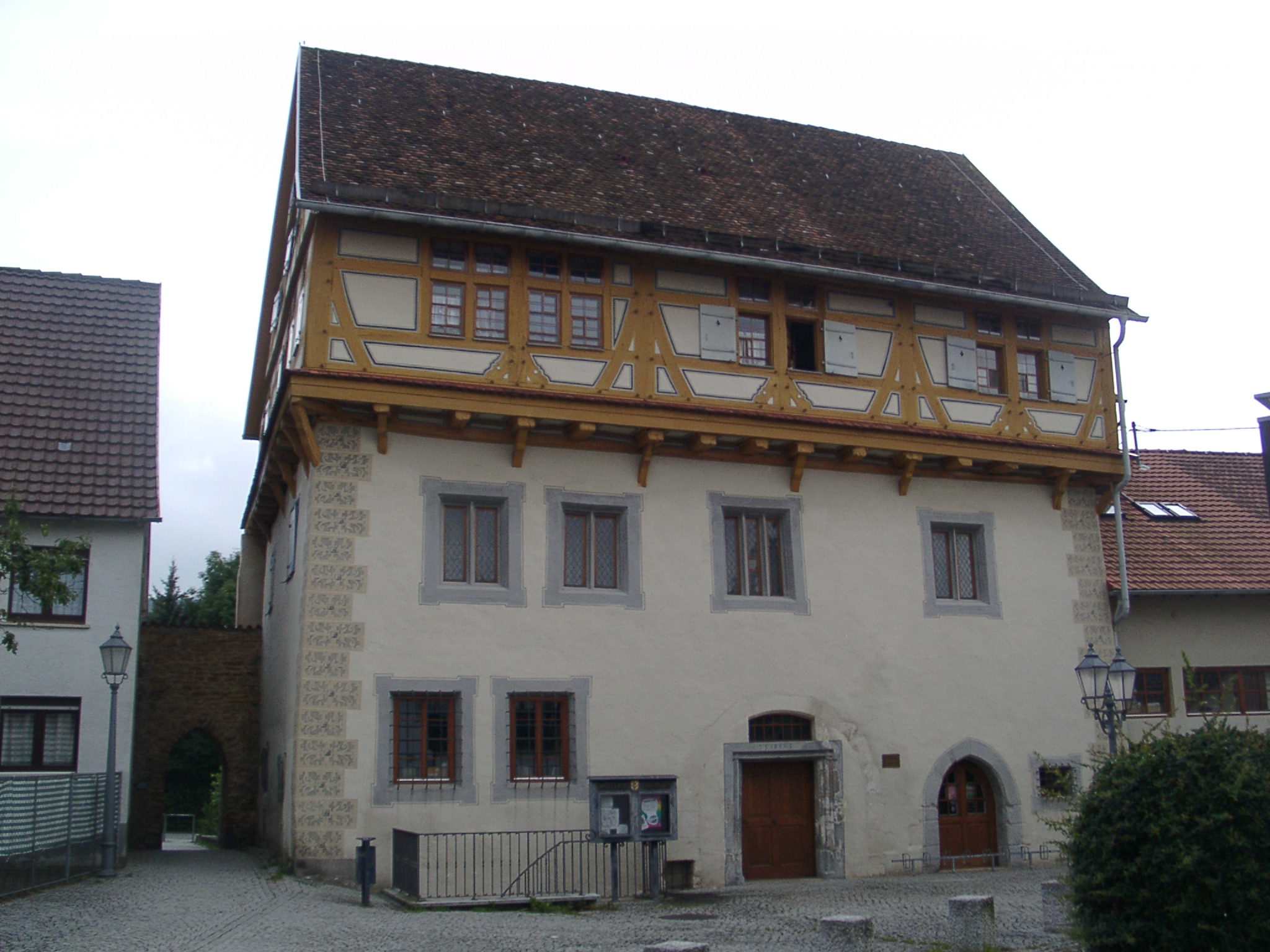
Das Große Haus in Neuffen

Das Große Haus (Schloss Neuffen) war ein Stadthaus der Schilling von Cannstatt. Es steht in der Schillingstraße 14 in Neuffen.

## Geschichte
Das Gebäude wird in Neuffen auch „Schilling’sches Haus“ genannt. Heinrich von Schilling kam um 1270 durch die Heirat mit Willibirg von Neuffen in die Stadt. Es handelt sich um ein auf die Stadtmauer gesetztes Fachwerkhaus, das im Kern aus dem Jahr 1364 stammt. 1477 wurde das Gebäude an Wolf von Neuhausen verkauft. Ein umfassender Umbau erfolgte 1595, ein weiterer 1707. Es handelt sich um eines der wenigen Gebäude in Neuffen, die 1634 den Stadtbrand im Dreißigjährigen Krieg überstanden. Die Stadt Neuffen erwarb das Haus 1979 und ließ es bis 1986 grundlegend restaurieren. Heute beherbergt das Große Haus das Stadtmuseum.

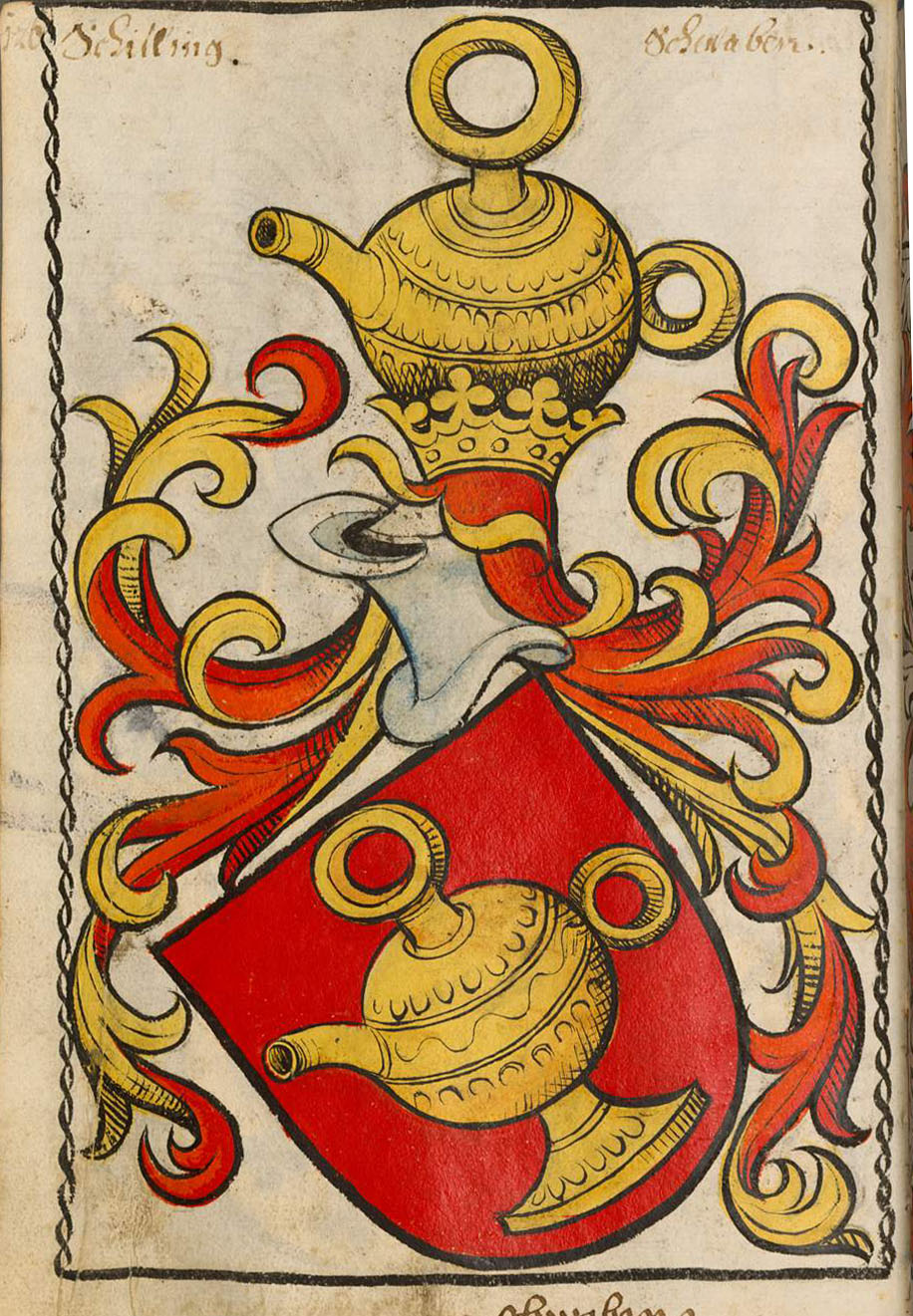
Wappen der Schilling von Cannstatt
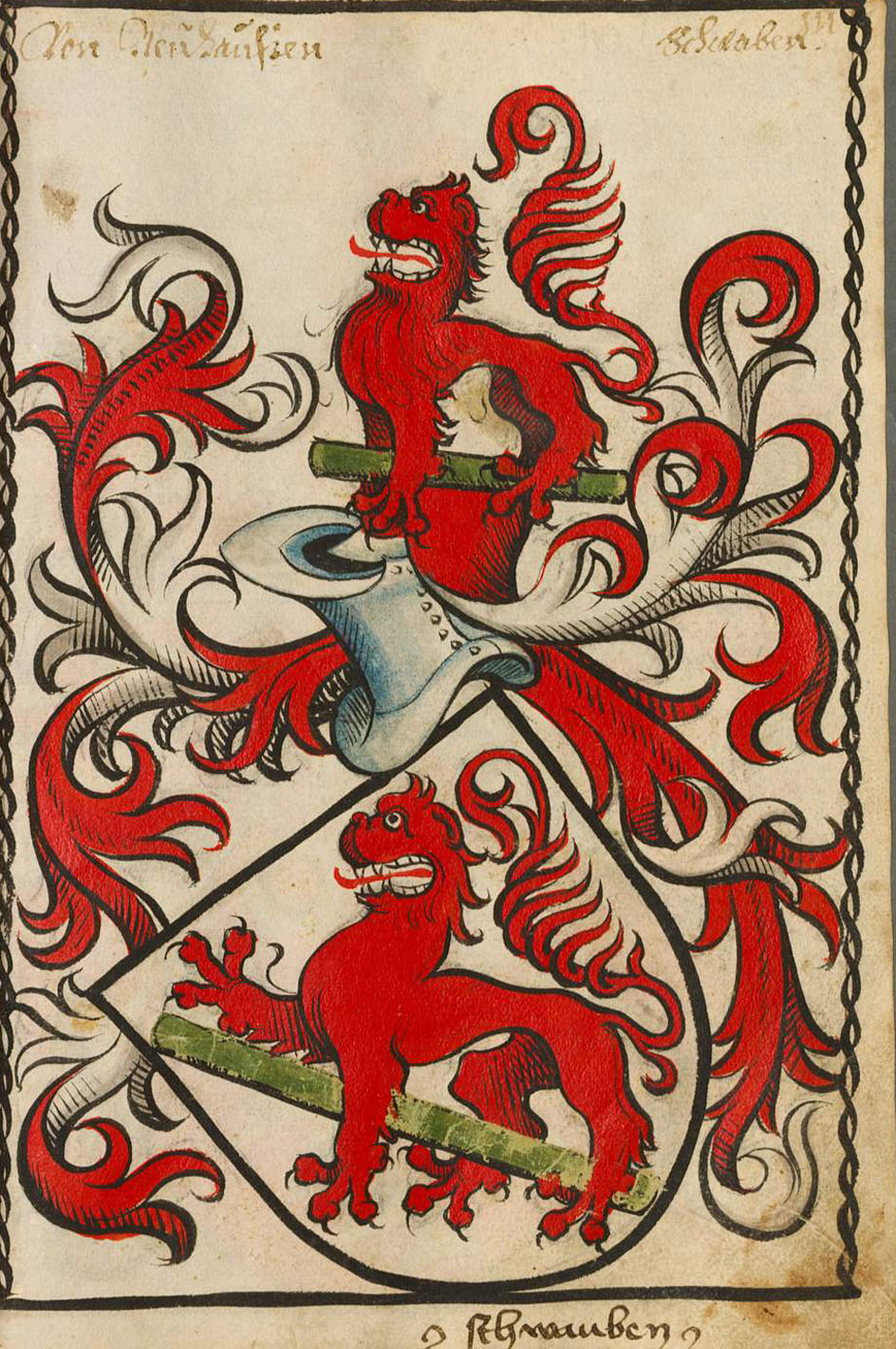
von Neuhausen